# Malá Izra
Malá Izra je menší jezero ve Slanských vrších v podcelku Milič, na východním úpatí vrchu Veľký Milič (895,0 m n. m.).

## Vodní režim
Jezerem protéká potok Malá Izra. Vzniklo zahrazením jeho toku mohutným sesuvem půdy.

## Ochrana přírody
Je chráněným územím, přírodní rezervací od roku 1988. Malá Izra je přírodní rezervace v oblasti Prešov. Nachází se v katastrálním území obce Skároš v okrese Košice-okolí v Košickém kraji. Území bylo vyhlášeno či novelizováno v letech 1976, 1988 na rozloze 0,77 ha. Ochranné pásmo nebylo stanoveno.